# Tomaszew (powiat pleszewski)
Tomaszew – wieś w Polsce, w województwie wielkopolskim, w powiecie pleszewskim, w gminie Pleszew.
Do 31 grudnia 2024 miejscowość była częścią wsi Korzkwy.